# Манометр глибинний
Мано́метр глиби́нний, або свердлови́нний мано́метр (рос. манометр глубинный; англ. subsurface (bottom-hole) pressure gage, depth manometer; нім. Teufendruckmesser m, Tiefenmanometer n, Tiefendruckmesser m) — манометр для визначення тиску нафти, газу, води на вибої і по стовбуру експлуатаційної свердловини.
Манометр глибинний застосовують при дослідженні пластів і свердловин та для контролю тиску при розробці нафтових і газових родовищ. Манометри глибинні герметичні, стійкі до ударів, до дії корозійного середовища, до високої температури.

## Класифікація
За видом чутливого елемента розрізняють:
- манометри глибинні пружинні гелікоїдальні,
- пружинно-поршневі,
- струнні
- пневматичні.

Для вимірювання тиску в певному вузькому інтервалі з малою абсолютною похибкою застосовують диференційні манометри глибинні. Межа вимірювання для вітчизняних манометрів глибинних — до 63 МПа. Похибка ±(0,5-1,5)% від межі вимірювання.